# Big Three (industria automobilistica)
Big Three è un termine utilizzato nell'ambito dell'industria automobilistica per riferirsi alle tre maggiori case automobilistiche di un dato territorio o zona continentale.

## In America del nord
Negli Stati Uniti e in Canada è definito "Big Three" il raggruppamento formato da Chrysler, Ford e General Motors.

## In Giappone
In Giappone, sono invece definite "Big Three" Honda, Nissan e Toyota.

## In Francia
In Francia le "Big Three" sono Citroën, Peugeot e Renault, le prime due parte del Gruppo PSA poi divenuto Stellantis.

## In Germania
In Germania sono associate a questa definizione Audi, BMW e Mercedes-Benz. Le case automobilistiche citate sono tra i più grandi costruttori di autoveicoli del globo, e si collocano nei primi posti della classifica delle aziende più importanti del mercato automobilistico mondiale. Un'eccezione è il Big Three tedesco, che si riferisce invece alle tre maggiori aziende automobilistiche teutoniche produttrici di auto di lusso. Audi è infatti di proprietà del gruppo Volkswagen, che non appartiene al Big Three nonostante sia il maggiore costruttore tedesco di automobili.

## In Italia
In Italia le "Big Three" sono Alfa Romeo, Fiat e Lancia. Da metà anni ottanta un unico gruppo industriale parte di Stellantis. Negli USA vengono considerate anche "Big Three" italiane le tre case di auto sportive Ferrari, Lamborghini (Audi-Volkswagen AG) e Maserati (Stellantis N.V.).

## In Europa
In Europa formano le "Big Three" Renault SA (Francia), Stellantis N.V. (Paesi Bassi) e Volkswagen AG (Germania).

## In Corea del Sud
In Corea del Sud le "Big Three" sono Hyundai, Kia, e Genesis.

## In India
In India "Big Three" sono Maruti Suzuki, Mahindra e Tata Motors. La prima al 56.21% è della giapponese Suzuki Motor Corporation.